# Nazmiye Oral
Nazmiye Oral, née le 28 mai 1969 à Hengelo, est une actrice et femme de lettres turco-néerlandaise.

## Filmographie
- 1993 : Niemand de deur uit (nl) : La réceptionniste
- 1994 : De Sylvia Millecam Show (nl) : Sœur d'Uden
- 1995-2003 : Goede tijden, slechte tijden : Emma Rombout
- 1996 : Oppassen!!! (nl) : Mariska
- 1996-2004 : Baantjer : Trois rôles (Rosanne Steinbach, Gunay Gürsel et Selma Gürsel)
- 1998 : Combat (nl) : Gounay Marmaris
- 1999 : Propaganda (en) de Sinan Çetin (en) : Azamet[1]
- 2000 : Ben zo terug (nl) : Dolly
- 2000 : Westenwind (nl) : Astrid Timmermans
- 2002 : Oysters at Nam Kee's (nl) de Pollo de Pimentel : Arzu[2]
- 2004 : Het zuiden (nl) : Leyla
- 2004 : Ernstige delicten (nl) : Christiane
- 2004 : Zes minuten : Fatima
- 2006 : Don (en) de Arend Steenbergen : La demoiselle[3]
- 2006 : Inspecteurs associés : Fatima (11e saison, 1 épisode)
- 2008 : Deadline (nl) : Hana Shadid
- 2008 : Keyzer & De Boer Advocaten : Malika Akbay
- 2011 : A'dam - E.V.A. (nl) : Özlem
- 2012 : Snackbar (nl) de Meral Uslu : Pinar[4]
- 2015 : Undercover : Zeynep
- 2015 : Volgens Jacqueline : Lena
- 2016 : In Vrijheid de Floor van der Meulen : Neziha[5]
- 2017 : Huisvrouwen bestaan niet (nl) de Aniëlle Webster : La cliente[6]
- 2017-2018 : Flikken Maastricht : Trudie van Selst
- 2018 : Zuidas (nl) : L'avocat Aerts
- 2022 : Undercover Saison 3 : Leyla
- 2025 : Criminal Squad : Pantera (Den of Thieves 2: Pantera) de Christian Gudegast : Shava

## Livre
- 2011 : Zehra : roman